# Caleb Plant
Caleb Hunter Plant (8 de julio de 1992) es un boxeador profesional estadounidense 

## Vida personal
La hija de Plant, Alia Plant, sufrió una condición médica desconocida que le provocó convulsiones. Alia murió a la edad de 19 meses después de contraer una infección respiratoria que se convirtió en neumonía.
Su madre, Beth Plant, recibió un disparo de la policía después de apuñalar a un oficial con un cuchillo. Más tarde murió en un hospital.
Plant está casado con Jordan Plant, una reportera de Fox Sports. Los dos se conocieron en 2016 y se casaron en noviembre de 2019.

## Carrera amateur
Caleb Plant comenzó a boxear a la edad de 8 años. Ganó los Guantes de Oro de 2011 en la división de peso semipesado. Plant fue suplente para los Juegos Olímpicos de Verano de 2012. Como aficionado, Caleb ganó numerosos torneos compilando un récord de 97 victorias y 20 derrotas.

## Carrera profesional

### Inicios
Plant hizo su debut profesional el 10 de mayo de 2014, cuando estaba programado para pelear contra Travis Davidson. Ganó la pelea por nocaut en el primer asalto, terminando la pelea después de solo 47 segundos. Ganó sus siguientes ocho peleas, cinco de ellas por detención. Plant ganó sus siguientes dos peleas contra Jamar Freeman y Tyrone Brunson por decisión, antes de anotar otros dos nocauts contra Adasat Rodríguez y Carlos Galván.
Plant estaba programado para pelear contra Juan De Ángel el 23 de agosto de 2016. Fue la primera pelea de diez asaltos en la carrera de Plant. Ganó la pelea por una convincente decisión unánime, con los tres jueces anotando la pelea 100-89 a su favor.
Plant estaba programado para una pelea de diez asaltos contra Thomas Awimbono en el evento principal de PBC on FOX, el 25 de febrero de 2017. Plant venció a Awimbono por decisión unánime, con puntuaciones de 100-89, 100-89 y 99-90.
Plant estaba programado para pelear una pelea de diez asaltos con Alan Campa el 8 de septiembre de 2017. Campa luego se retiró de la pelea, por razones no reveladas, y fue reemplazado por Andrew Hernandez. La pelea fue el debut de Plant en Showtime Championship Boxing. Plant dominó por completo a su oponente, y los jueces le otorgaron cada asalto de la pelea.
Plant, en aquel entonces #6 clasificado en el peso súper mediano de la FIB estaba programado para pelear contra el número 12, Rogelio Medina, el 17 de febrero de 2018. Fue una eliminatoria de peso súper mediano de la FIB para el puesto número 2 del ranking, así como para ser retador obligatorio al título de la FIB. Plant utilizó su jab para anotar puntos y acumular daño sobre Medina a medida que avanzaba el combate. Plant ganó la pelea por una amplia decisión unánime, con los jueces anotando la pelea 120-108, 119-109, 117-111.

### Campeón de la FIB

#### Plant vs. Uzcátegui
En su 18.ª pelea profesional, Plant estaba programado para desafiar al entonces campeón de peso súper mediano de la FIB, José Uzcátegui, el 13 de enero de 2019. Uzcátegui fue el ex campeón interino de peso súper mediano de la FIB, y luego fue elevado a campeón indiscutido cuando James DeGale dejó vacante su título. Fue la primera defensa del título de Uzcátegui. Plant era el retador obligatorio de la FIB, habiéndose ganado el derecho a disputar el título tras derrotar a Rogelio Medina por decisión unánime.
Plant tuvo un gran comienzo, logrando anotar una caída en la segunda ronda. Había logrado atrapar a Uzcátegui con un gancho de izquierda, que dejó caer al campeón a la lona. Después de sufrir un corte en su ojo derecho en el tercer asalto, Plant volvería a derribar al campeón con un gancho de izquierda en el cuarto asalto. Siguiendo su plan de pelea, Plant se mantuvo dominante hasta el noveno asalto, durante el cual se tambaleó tras un uppercut corto de Uzcátegui. Después de perder tanto la novena como la décima ronda, Plant regresó en la undécima ronda. Plant ganó la pelea por decisión unánime, con los jueces anotando la pelea 116-110, 116-110 y 115-111. Plant superó en aterrizajes a Uzcátegui por 217 a 157 golpes, conectando más golpes y golpes de poder en el camino.

## Récord profesional
| 23 Ganadas (14 KOs), 3 Derrotas |        |                    |      |               |            |                                                         | |
| Res.                            | Récord | Oponente           | Tipo | Rd., Tiempo   | Datos      | Localidad                                               | Notas |
| Victoria                        | 23-2   | Trevor McCumby     | TKO  | 9 (12), 2:59  | 14-09-2024 | T-Mobile Arena, Paradise, Nevada                        | Título interino de la AMB de peso súper mediano.                                                                               |
| Derrota                         | 22–2   | David Benavidez    | UD   | 12            | 25-03-2023 | MGM Grand Garden Arena, Paradise, Nevada                | Por el título interino de la WBC en el peso supermediano.                                                                      |
| Victoria                        | 22–1   | Anthony Dirrell    | KO   | 9 (12), 2:57  | 15-10-2022 | Barclays Center, Nueva York                             | |
| Derrota                         | 21–1   | Saúl Álvarez       | TKO  | 11 (12), 1:05 | 6-11-2021  | MGM Grand Garden Arena, Paradise, Nevada                | Por los títulos WBC, WBA(Súper), WBO, The Ring y lineal supermediano Pierde el título mundial de la IBF del peso supermediano. |
| Victoria                        | 21–0   | Caleb Truax        | UD   | 12            | 30-01-2021 | Shrine Exposition Center, Los Ángeles, California       | Retiene el título mundial de la IBF del peso supermediano                                                                      |
| Victoria                        | 20–0   | Vincent Feigenbutz | TKO  | 10 (12), 2:23 | 15-02-2020 | Bridgestone Arena, Nashville, Tennessee                 | Retiene el título mundial de la IBF del peso supermediano                                                                      |
| Victoria                        | 19–0   | Mike Lee           | TKO  | 3 (12), 1:29  | 20-07-2019 | MGM Grand Garden Arena, Paradise, Nevada                | Retiene el título mundial de la IBF del peso supermediano                                                                      |
| Victoria                        | 18–0   | José Uzcátegui     | UD   | 12            | 13-01-2019 | Microsoft Theater, Los Ángeles, California              | Ganó el título mundial de la IBF del peso supermediano.                                                                        |
| Victoria                        | 17–0   | Rogelio Medina     | UD   | 12            | 17-02-2018 | Don Haskins Center, El Paso, Texas                      | |
| Victoria                        | 16–0   | Andrew Hernandez   | UD   | 10            | 08-09-2017 | Hard Rock Hotel and Casino, Paradise, Nevada            | |
| Victoria                        | 15–0   | Thomas Awimbono    | UD   | 10            | 25-02-2017 | Legacy Arena, Birmingham, Alabama                       | |
| Victoria                        | 14–0   | Juan De Angel      | UD   | 10            | 23-08-2016 | Sands Casino Event Center, Bethlehem, Pennsylvania      | |
| Victoria                        | 13–0   | Carlos Galvan      | KO   | 4 (8), 1:24   | 03-06-2016 | Seminole Hard Rock Hotel and Casino, Hollywood, Florida | |
| Victoria                        | 12–0   | Adasat Rodríguez   | TKO  | 6 (8), 2:37   | 19-01-2016 | Club Nokia, Los Ángeles, California                     | |
| Victoria                        | 11–0   | Tyrone Brunson     | UD   | 8             | 31-10-2015 | NRG Arena, Houston, Texas                               | |
| Victoria                        | 10–0   | Jamar Freeman      | UD   | 8             | 22-09-2015 | Sands Casino Event Center, Bethlehem, Pennsylvania      | |
| Victoria                        | 9–0    | Zoltan Sera        | TKO  | 1 (6), 2:19   | 15-08-2015 | Place Bell, Laval, Quebec, Canadá                       | |
| Victoria                        | 8–0    | Juan Carlos Rojas  | TKO  | 4 (6), 1:03   | 27-06-2015 | Sands Casino Event Center, Bethlehem, Pennsylvania      | |
| Victoria                        | 7–0    | Jason Zabokrtsky   | TKO  | 1 (6), 1:49   | 29-05-2015 | Stadium Holiday Inn, Philadelphia, Pennsylvania         | |
| Victoria                        | 6–0    | Daniel Henry       | TKO  | 1 (6), 2:29   | 06-03-2015 | MGM Grand Marquee Ballroom, Paradise, Nevada            | |
| Victoria                        | 5–0    | Daryl Gardner      | KO   | 1 (4), 1:35   | 05-12-2014 | Harrah's Philadelphia, Chester, Pennsylvania            | |
| Victoria                        | 4–0    | Jovan Ramirez      | KO   | 1 (4), 2:09   | 01-11-2014 | UIC Pavilion, Chicago, Illinois                         | |
| Victoria                        | 3–0    | Brian True         | KO   | 3 (4), 2:55   | 25-07-2014 | Fantasy Springs Resort Casino, Indio, California        | |
| Victoria                        | 2–0    | Mike Noriega       | UD   | 4             | 27-06-2014 | Hard Rock Hotel and Casino, Paradise, Nevada            | |
| Victoria                        | 1–0    | Travis Davidson    | KO   | 1 (4), 0:47   | 10-05-2014 | Galen Center, Los Ángeles, California                   | |